# Pierre-Jean Grassi
Pierre-Jean Grassi, né à Nice le 20 septembre 1966 et mort le 17 décembre 1986 dans la même ville, est un hautboïste et compositeur français.

## Biographie
Élève du lycée musical au conservatoire de Nice, il obtient un second prix de hautbois en 1983 et un premier prix de musique de chambre. Depuis l'âge de sept ans, Pierre-Jean Grassi est atteint de mucoviscidose; il poursuit cependant une scolarité normale jusqu'au baccalauréat, puis est étudiant en musicologie à l'Université de Nice. L'évolution de sa maladie le contraint à arrêter l'étude du hautbois et il décide alors de se consacrer à la composition. Il devient l'élève de Jacques Charpentier. De 1981 à 1983, il a participé en qualité de hautboïste aux rencontres musicales d'Alfred Loewenguth et aux Orchestrades de Brive. Il est membre de l'orchestre du Tempo niçois, a travaillé sous la direction de Jean-Philippe Rouchon puis celle de Philippe Hui. Son Prélude pour cordes écrit en 1984 est créé l'année suivante aux Orchestrades de Brive en présence de Marcel Landowski qui reconnaît le talent du jeune compositeur. En 1986, il obtient un Premier Prix de composition à l'unanimité pour sa Pièce symphonique deux mois avant sa disparition prématurée à l'âge de vingt ans.
« Il faut travailler toute sa vie à perfectionner un rêve unique dont chaque œuvre particulière est un essai de réalisation. » Cette citation est de Guillaume Lekeu, compositeur doué d'un talent particulièrement exceptionnel et précoce, et également décédé prématurément à l'âge de vingt-quatre ans. À l'écoute des œuvres de Pierre-Jean Grassi, on ne peut que percevoir l'urgence qui fut aussi la sienne à créer, comme un Lekeu cent ans avant lui. On mesure en outre ce que la musique a perdu avec sa disparition.

## Citations
« ...je tiens les œuvres de Pierre-Jean Grassi pour celles d'un musicien exceptionnellement doué et pétri d'une sensibilité et d'une maîtrise étonnantes pour un être si jeune.(...) »
Marcel Landowski à Simone du Breuil, présidente de la F.N.A.P.E.C. (1988)

## Œuvres
- Trois esquisses, pour hautbois (1983)
- Contrastes, pour clarinette et percussions (1983)
- Prélude pour cordes (1984)
- Le Rossignol et l'Empereur de Chine, poème symphonique avec récitant (1986)
- Pièce symphonique (1986) (Grand Prix de Composition 1986 de la ville de Nice)

## Discographie
- Prélude pour cordes (Orchestre de chambre de Monteclair, dir. Philippe Hui) ,
- Contrastes (Yann Guiro, clarinette, Christophe Perez, percussions) ,
- Trois esquisses (Cesar Ognibene, hautbois),
- Pièce symphonique (Orchestre symphonique des jeunes "Arpège", dir. Jean-Marc Cochereau)

Disque Solstice produit par la Fédération Nationale des Associations de Parents d'Élèves des Conservatoires et écoles de musique (F.N.A.P.E.C.) au profit de l'Association Française de lutte contre la mucoviscidose (A.F.L.M.), 1989.

## Sources
Enregistrement des œuvres de Pierre-Jean Grassi, livret de présentation du CD, réf : SOCD 67, Editions Solstice, 1989.